# Pabay

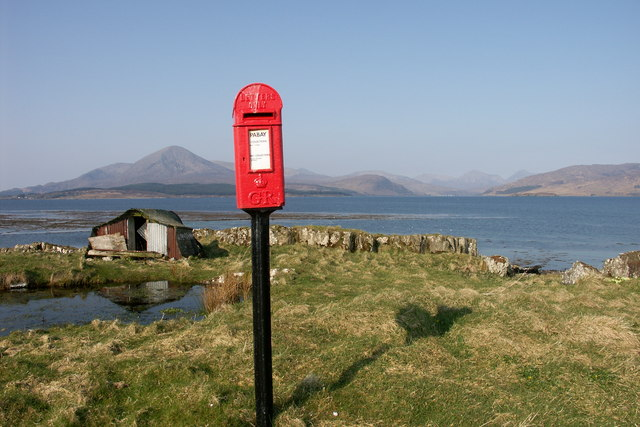
Pabay.

Pabay är en skotsk ö utanför Isle of Skye. Ön har en areal på 1,22 km² och den högsta punkten är 28 m ö.h.
Namnet har sannolikt sitt ursprung i de iriska eremitiska munkar, papar, som tros ha bott i området vid nordmännens ankomst.